# Ernesto Sánchez (Fußballspieler)
Ernesto Sánchez (* 1948 oder 1949 in Juanacatlán, Jalisco), auch bekannt unter dem Spitznamen Burro, ist ein ehemaliger mexikanischer Fußballspieler, der vorwiegend im Mittelfeld agierte.

## Leben
Sánchez wurde zwar in Juanacatlán geboren, wuchs aber in der Nachbargemeinde El Salto auf. Weil sein Vater mit dem Präsidenten des dort ansässigen Club Deportivo Corona befreundet war, der zudem in unmittelbarer Nachbarschaft lebte, erhielt Sánchez seine fußballerische Ausbildung bei diesem Verein.
Seinen ersten Profivertrag erhielt Sánchez bereits im Alter von 16 Jahren beim Club Deportivo Oro aus der benachbarten Großstadt Guadalajara, bei dem er von 1965 bis 1969 unter Vertrag stand. 1969 wechselte Sánchez zum Zweitligisten Reboceros de La Piedad, kehrte aber bereits ein Jahr später zu seinem vorherigen Verein zurück, der infolge eines Eigentümerwechsels im Jahr 1970 die neue Bezeichnung Club Social y Deportivo Jalisco trug.
Einige Jahre später wechselte Sánchez zum CF Torreón, der nach der Saison 1973/74 durch Lizenzverkauf auf den Club Universidad de Guadalajara übertragen wurde. Auch der Großteil der Spieler der Diablos Blancos de Torreón ging auf den neuen Verein über, so dass Sánchez auf diese Weise erneut in Guadalajara tätig war. 
Von nun an wechselte er seine Vereine beinahe jährlich und spielte innerhalb von kurzer Zeit für Cruz Azul und den Puebla FC sowie die in der nordamerikanischen American Soccer League spielenden Oakland Buccaneers.
In der Saison 1977/78 gewann er mit den UANL Tigres zum ersten Mal in deren Vereinsgeschichte die mexikanische Fußballmeisterschaft. Danach ging er noch einmal zurück zum Club Universidad de Guadalajara, bevor er seine aktive Laufbahn in der Saison 1979/80 beim Club León ausklingen ließ.

## Erfolge
- Mexikanischer Meister: 1977/78